# افغانستان در پارالمپیک تابستانی ۲۰۱۶
افغانستان از تاریخ ۷ سپتامبر تا ۱۸ سپتامبر ۲۰۱۶ در ریو دوژانیرو ، برزیل در بازی‎های پارالمپیک تابستانی ۲۰۱۶ به رقابت پرداخت.

## دو و میدانی
بخش مردان
| ورزشکار     | حوادث             | نتیجه | رتبه |
| ----------- | ----------------- | ----- | ---- |
| محمد دورانی | پرتاب نیزه F42-44 | ۲۶٫۵۱ | ۱۶   |